# پتروبراس آرژانتین
پتروبراس آرژانتین (به انگلیسی: Petrobras Argentina) شرکت نفت و گاز آرژانتینی است، که به‌عنوان شرکت تابعه کمپانی برزیلی پتروبراس فعالیت می‌نماید. این شرکت در سال ۱۹۹۳ تأسیس شد و در سال ۲۰۰۱ مالک بیش از ۷۰۰ جایگاه پمپ بنزین در کشور آرژانتین بود.
در حال حاضر شرکت پتروبراس آرژانتین پس از کمپانی اسپانیایی رپسول، به‌عنوان دومین شرکت بزرگ نفتی در آرژانتین شناخته می‌شود. این شرکت همچنین دارای عملیات در کشورهای ایالات متحده آمریکا، برزیل، بولیوی، اکوادور، مکزیک، پرو و ونزوئلا می‌باشد.